# Jari Mäenpää
Jari Mäenpää (Finska, 23. prosinca 1977.) osnivač je melodičnog death/folk metal sastava Wintersun u kojemu pjeva i svira gitaru. Također je svirao i bas i klavijature prije nego što je uspio skupiti sve članove.
Prije nego što je osnovao Wintersun, Jari je svirao i pjevao u viking/folk metal skupini Ensiferum, kojoj se pridružio nakon što je napustio svoj prethodni glazbeni sastav Immemorial 1996. godine. Wintersun je najprije trebao biti paralelni projekt s Ensiferumom, ali u siječnju 2004. Jari je morao napustiti Ensiferum, jer nije bilo vremena da bude istovremeno u oba glazbena sastava. Jarijevo mjesto u Ensiferumu je zamijenio Petri Lindroos.
U 1997. Jari je morao na neko vrijeme odgoditi glazbenu karijeru zbog služenja obaveznog vojnog roka u Finskoj. U intervjuu je izjavio da mu je vrijeme provedeno u vojsci bilo loše, te da sumnja da je tamo pokupio tuberkulozu.
Jari je sa svim svojim bandovima osvojio skandinavsku publiku svojim brzim i melodičnim solažama i karakterističnim metal growlom.